# الجبهة الاجتماعية والسياسية
الجبهة الاجتماعية والسياسية (بالإسبانية : Frente Social y Político ) كانت ائتلافًا من عدة أحزاب سياسية يسارية في كولومبيا.
كان جزءًا من حركة البديل الديمقراطي الأوسع، والتي انضمت في عام 2005 إلى القطب الديمقراطي المستقل من أجل إنشاء تحالف القطب الديمقراطي البديل.

## الأعضاء
من بين الأحزاب المنتسبة: الحزب الشيوعي الكولومبي وحزب الحاضر من أجل الاشتراكية وحركة الدفاع عن حقوق الشعب وأعضاء الاتحاد الوطني والعديد من المنظمات النقابية.

## التنمية السياسية
في الانتخابات التشريعية لعام 2002، فاز الحزب بالتمثيل البرلماني كواحد من العديد من الأحزاب الصغيرة التي شاركت.
تم اختيار كارلوس جافيريا، عضو مجلس الشيوخ الكولومبي وقاضي المحكمة الدستورية الكولومبي السابق، والذي كان أيضًا عضوًا في الحزب، كمرشح مسبق للرئاسة عن البديل الديمقراطي.
في مارس 2006، قررت حركة البديل والقطب الديمقراطي لاحقًا اختيار مرشح مشترك لانتخابات 28 مايو في ذلك العام ، باختيار كارلوس جافيريا على أنطونيو نافارو.

## روابط خارجية
- الجبهة الاجتماعية والسياسية - الصفحة الرسمية (بالإسبانية)